# Maatkare B
Maatkare o Maatkare B va ser una reina egípcia de la dinastia XXII. Era una esposa del faraó Osorkon I i la mare del Summe sacerdot d'Amon Xoixenq C. Maatkare era també filla del rei Psusennes II.
| N5 | C10 | D28 |

| N5 | C10 | D28 |

Coneixem la seva existència gràcies a diverses fonts. Hi ha una estatueta seva, de la qual només se'n conserva la base amb un parell de peus (Museu Borély de Marsella, núm. 432) que segurament sigui una peça reutilitzada del Nou Regne. Per altra banda, el seu fill Xoixenq C va dedicar una estàtua del déu del Nil (Museu Britànic, BM 8), on hi cita els seus pares Osorkon I i Maatkare. Aquí Maatkare hi és anomenada Filla del rei de... Har-Psusennes i Estimada d'Amon. En una estàtua trobada a l'amagatall de Karnak (Museu del Caire, CG 42194), també dedicada pel seu fill Xoixenq, Maatkare hi apareix esmentada amb els títols de Profetessa d'Hathor, Senyora de Dendara, Mare del Déu d'Harsomtus i Filla del Rei.
Una inscripció de Karnak, al setè piló, esmenta una dona anomenada Maatkare, que porta els títols de Filla del Rei Psusennes Estimada d'Amon, que segurament faci referència a Maatkare B.